# Copy9
Copy9 est un Spyphone, plus couramment appelé Logiciel espion pour téléphone portable qui a pour mission de collecter secrètement les données de l'appareil dans lequel il est installé.
La popularité de cette technologie vient de la simplicité de son installation s'effectuant uniquement via internet et qui ne requiert aucune compétence spécifique dans ce domaine.

## Caractéristiques
Le logiciel Copy9 possède la particularité de fournir à l'utilisateur la possibilité de localiser l'appareil gratuitement et d'activer son micro à distance.
Il permet également l'enregistrement et le stockage de l'intégralité des messages, journal des appels (pas le son) et sites internet visités du téléphone sur un compte utilisateur.

Son interface est intégralement paramétrable à distance via le compte de l'utilisateur ou par commande sms*.
Cette technique vise à envoyer un message au logiciel présent dans le téléphone afin de modifier/configurer une fonction ou un paramètre de Copy9. Elle évite ainsi à l'utilisateur de devoir reprendre contact avec l'appareil après l'installation. *

## En détail
- La fonction GPS transmettra la position du téléphone de la victime toutes les minutes, représentée sur une carte Google Map d'un point rouge.
- La fonction Écoute environnementale permettra d'entendre les conversations qui se déroulent à proximité du micro de l'appareil.
- Le Journal des messages permet à l'utilisateur de posséder une copie des messages envoyés et reçus du téléphone (contenu du message, numéro de provenance ou d'émission, heure et date de l'envoi).
- Le Journal des appels répertoriera l'ensemble des appels émis et reçus enregistrés dans l'historique des appels (numéro de provenance ou d'émission, heure et date de l'appel).
- L'Historique des sites internet archivera les pages web visitées depuis le smartphone ainsi que la date et l'heure de la consultation de celles-ci.

## Mode opératoire

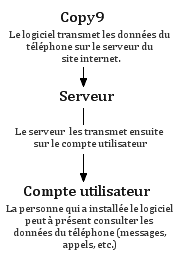
Mode opératoire du logiciel Copy9.

L'utilisateur télécharge le logiciel dans le smartphone de la victime à l'aide de guides d'installation. Il est par la suite invisible sur l'écran du téléphone et tourne en tâche de fond (le logiciel est bien présent et actif dans le téléphone mais invisible par le propriétaire de celui-ci).

Il recueille ensuite secrètement les données (messages, appels, positions gps, etc.) et les transmets sur un serveur sécurisé qui seront finalement redirigées sur le compte du client sous forme d'historique (aussi appelé Rapports de données).

## Compatibilité
Le logiciel Copy9 est compatible avec les téléphones portables possédant un accès internet et une fonction GPS.
Son fonctionnement requiert que l'appareil soit équipé d'un système d'exploitation Android, Apple (iOS), Windows Mobile ou Symbian OS.

## Historique
- Développement du logiciel Copy9 ( septembre 2010 - janvier 2011 )
- Le logiciel Copy9 est pour la première fois mis en circulation via le site www.spytic.fr.( février 2011)
- La gratuité de cette technologie ne tarda pas à se faire connaître et enregistrer ses premiers milliers d'utilisateurs. ( mars 2011 )
- Une polémique se crée autour de la découverte des deux chercheurs Britanniques Pete Warden et Alsdair Allan. Un fichier nommé Consolidated.db stockerait l'intégralité des positions gps des iphones pour la firme Apple. La lecture de celui-ci n'étant opérationnelle que via le logiciel Iphone Tracker édité par les deux chercheurs depuis un ordinateur, l'équipe responsable du développement du logiciel décide de la rendre possible directement depuis le smartphone en l'intégrant à la version de Copy9 pour iOS. (avril 2011)
- La chaîne de télévision française M6 consacre un reportage au logiciel Copy9 dans l'émission 66 minutes. Son Créateur y fait également une bref apparition afin de présenter son service et démontrer l'utilité de celui-ci dans le domaine de la surveillance des adolescents. (mai 2011)
- Plusieurs médias du web et presses ont rédigé des articles à son sujet afin de débattre sur les divers domaines d'applications possibles de celui-ci. (juin 2011 - septembre 2011 )
- L'émission Les Temps Modernes de la Radio Suisse Romande lance un débat sur le sujet "Jusqu’où peut on aller dans la surveillance des individus". Sami Coll, sociologue des nouvelles technologie et chercheur au Surveillance Studies Center de l'Université Queens au Canada note que cette technologie se compare à un Little Brother (en référence à Big brother). (octobre 2011)
- Le créateur fait une brève apparition sur la chaîne de télévision France 2 afin de débattre sur l'utilisation et la législation de ce type de technologie. (octobre 2012)

## International
Son utilisation est constaté dans la majorité des pays francophones mais également outre-Atlantique, en Europe de l'Est ainsi qu'en Asie.

## Utilisation
Principalement utilisé dans les affaires d'adultère ou d'infidélité pour confirmer des soupçons, le logiciel est également employé par les entreprises afin de surveiller voire enquêter au sein même de leur structure.

Certains parents y voient également un moyen efficace d'assurer la sécurité de leurs enfants en comparant cette technologie à un système de contrôle parental rapproché.

## Prévention
Il n'existe à l'heure actuelle aucun moyen de combattre son installation. Il est donc conseillé d'être vigilant avec les personnes qui manipulent votre téléphone portable.